# Iridomyrmex viridiaeneus
Iridomyrmex viridiaeneus är en myrart som beskrevs av Hugo Viehmeyer 1914. Iridomyrmex viridiaeneus ingår i släktet Iridomyrmex och familjen myror. Inga underarter finns listade i Catalogue of Life.

## Bildgalleri

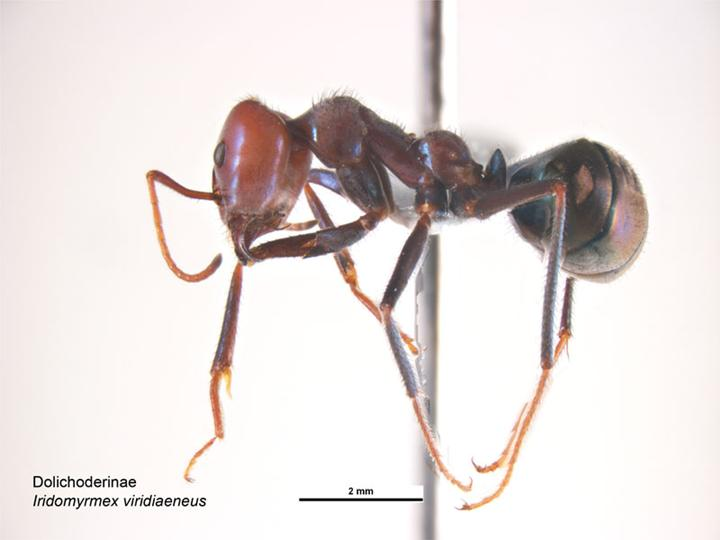